# 86—不存在的戰區—
《86—不存在的戰區—》是日本作家安里朝都所撰寫的輕小說作品，負責插畫，I-IV負責機器設定。小說由ASCII Media Works的電擊文庫出版。
2017年7月，宣布將改編為漫畫版。為小說第一卷的內容。除此之外尚有衍生漫畫「86 -Eighty Six- operation high school」，由負責作畫。以及以小說第二卷內容為主的另一部改編漫畫「86 -Eighty Six- Run through the battlefront」，作畫為山﨑博也。
2020年3月15日，在角川的春之輕小說祭典上宣佈電視動畫化決定的消息，並於2021年4月10日開始播放。

## 故事簡介
「聖瑪格諾利亞共和國」每天都遭受著鄰國「齊亞德帝國」的無人機「軍團」的侵略。萬幸的是，共和國也成功研發出同類型無人機「破壞神」以對抗其攻勢。及後宣称在沒有人員傷亡的情況下，化解了來自鄰國的威脅。
書面上沒有人員傷亡，但實際上並非如此。因為在共和國85區之外，有一班被烙上「86」印記的少年少女們駕駛著「有人駕駛的無人機」日以繼夜地戰鬥著。
發生在率領著年輕士兵昂首邁向戰爭與黃泉的少年辛，與通過同步裝置指揮著他們作戰、名為蕾娜的少女指揮管制官（Handler）兩人之間激烈又悲慘的戰鬥以及離別的故事，在此拉開帷幕。

## 登場人物

### 主要角色
辛耶·諾贊／辛（Shinei Nouzen／Shin，聲：千葉翔也、泊明日菜（幼少））
共和國第86區的「86」（有人駕駛無人機的駕駛員），東部戰線第1戰區第1戰隊「先鋒部隊」的隊長，隊伍編號：001，人類方代號「送葬者」（アンダーテイカー）（UNDERTAKER）。軍團方代號「火眼」（BALEYGR）。
血紅色眼瞳黑髮，具赤系種與黑系種貴族血統（焰紅種與夜黑種，兩者同時亦為舊齊亞德帝國皇室的血统），脖子總是配戴一條天藍色領巾。小說第1卷初登場時為16歲。父母為帝國人，和哥哥雷都在共和國出生。由於有著「敵國」的帝國貴族血統，在86區有同樣被86戰友迫害的過去。在很小的時候就被迫成為86，經過長年的戰鬥已經忘記了自己的生日，直到共和國滅亡後才從殘存的紀錄中得知。
性格淡漠，不苟言笑。擁有高超的操縱技術及能夠聽到「亡靈之聲」的異能，從而得知軍團的位置與動向，但無法判斷其在三維立體空間中的高低位置。
座機裝甲上繪有無頭骷髏騎士的標誌。因為所屬單位成員除了他以外都相繼陣亡而輾轉隸屬過多支部隊，並負責帶著刻有已故隊友名字的機體碎片，加上「亡靈之聲」的異能，故被冠上「死神」的外號。
在特別偵察任務後被「聯邦」部隊救起，之後轉為聯邦的特軍軍人。現為齊亞德聯邦軍第86獨立機動打擊群的總隊長兼本部直屬戰隊「先鋒戰隊」的隊長，階級為上尉。
喜歡蕾娜，於小說第7卷表白，第9卷成為戀人。而隨著與蕾娜的關係確立，一旦長時間與她無法見面或聯絡就會變得無精打采又容易衝動，被可蕾娜取笑是「蕾娜成份不足」；也因為與蕾娜成為戀人，辛開始希望能爬上更高的軍階，以求能獲得更多的力量保護愛人，並為其分憂解勞。之後得知共和國的前政府進行以「86」們的身體所進行的「小鹿實驗（人肉炸彈）」的行為，感到相當憤怒。
作者表示其姓氏是取自凌霄花的日文，人物原型則參考了遊戲《Chaos Legion》的主角吉克。
芙拉蒂蕾娜·米利傑／蕾娜（Vladilena Milizé／Lena，聲：長谷川育美）
共和國軍人，白系種貴族（白銀種）血統，銀髮銀瞳，年僅16歲即晉升少校的精英。小說第1卷初登場時為16歲。
共和國內部少有對「86」抱持同情觀點的人。第1卷時接任辛所屬的「先鋒」戰隊的指揮管制官，起初只想盡本份指揮戰隊作戰，但在得知86毫無盼望的現實與共和國的腐敗後，理想最終破滅。第1卷卷末面對戰隊成員越來越少，而高層拒絕補充兵員，甚至下達特別偵察任務命令以處理戰隊殘兵，她決定不擇手段，調來迎擊砲幫助先鋒戰隊擊潰「軍團」，並淚眼送別辛等五人離去。
特別偵察任務後，蕾娜以辛在戰場上發現的特殊機體「黑羊」為由，向共和國提出長期抗戰的計畫，卻被譏諷為「鮮血女王」（Bloody Regina），軍階也因為抗命從少校降級至上尉，而她曾經管制的86則被稱為「女王家臣團」。於共和國鐵幕防線被「軍團」突破時擔任防衛指揮官，抵抗「軍團」直到聯邦援軍抵達。之後響應聯邦軍的委託，以支援部隊成員身分來到聯邦軍擔任共和國北部領土光復部隊指揮官，因而與辛等86成員初次在現實中見面。在齊亞德聯邦時，軍階為上校。
擅長制定戰術，絕不讓部下白白犧牲，能完美推斷出「軍團」行軍路線，分毫不差，亦曾大膽以自身所坐的「裝甲指揮車輛（華納女神）」直接撞上並輾壓斥候機型。
喜歡辛，於第7卷被辛表白，以親吻作回應，但因突如其來親了辛，所以覺得害羞而逃跑。直到第9卷才與辛成為了戀人。
在第11卷面對「軍團」發起第二次大規模攻勢，她率領機動打擊群掩護聯邦軍共和國救援派遣軍及西方方面軍撤退。卻也因此親眼見證陣亡86化身的「軍團」對共和國國民大肆屠戮，以及故土的淪陷和祖國的徹底滅亡。作戰結束後被辛和副官發現她出現失眠與食量減少等情形，被診斷必須暫時離開前線休養身心，最後在葛蕾蒂要求下帶著狄比前往後方療養設施。
於第13卷遭到約納斯（維蘭的副官，第4卷初次登場）以「小鹿」事件等理由從療養設施帶往聯邦首都聖耶德爾聯邦軍總部軟禁，但是允許用知覺同步通訊器跟辛對話（避免辛失控），之後得知共和國的前政府進行以「86」們的身體所進行的「小鹿實驗（人肉炸彈）」的行為。
芙蕾德利嘉·羅森菲爾特（Frederica Rosenfort，聲：久野美咲）
在辛等五人到達齊亞德聯邦後，和他們同住的女孩。小說第2卷初次登場時為9歲。
本名「奧古斯塔·芙蕾德利嘉·阿德爾艾德勒（Augusta Frederica Adel-Adler）」，是齊亞德帝國最後的女帝，現在是蕾娜的助理官。具有能看到眼前之人的過去的異能。因为和辛的母親同为一族，所以和辛有血缘關係，常因髮色和瞳色與辛一樣而被認為是兄妹。
第7卷「無情女王」瑟琳透露帝國皇室血統有能登錄和發送停止代碼的指揮權限，能停止「軍團」的運作。此事只有維克、恩斯特、辛、萊登、安琪、可蕾娜和賽歐知道。

### 第86獨立機動打擊群
葛蕾蒂·維契爾（Grethe Wenzel，聲：植田佳奈）
齊亞德聯邦軍中校→上校→指揮官，初登場於小說第三卷時為27歲，為聯邦新型機甲「女武神」的開發者，統帥「1028實驗部隊」與極光戰隊，同僚給她的稱號：“軍團殺手”黑寡婦（Black Widow）。第四卷時晉升上校並擔任第86獨立機動打擊群的旅團長。非常了解辛等人，因此借助這樣的立場負責調和86與聯邦軍隊之間的歧見。曾有個未婚夫，對方在對抗軍團的時候戰死。在從軍初期其實是空軍的戰機駕駛員。
第11卷被理查任命為聯邦指揮官，之後得知共和國的前政府進行以「86」們的身體所進行的「小鹿實驗（人肉炸彈）」的行為。
埃爾文·馬塞爾（Erwin Marcel，聲：高梨謙吾）
辛和尤金在軍官學校的同學。後因負傷，而在機動打擊集群指揮部任職。
曾把尤金的死怪罪於辛的身上。後來冰釋前嫌，之後得知共和國的前政府進行以「86」們的身體所進行的「小鹿實驗（人肉炸彈）」的行為。
亨麗埃塔·潘洛斯／阿涅塔（Henrietta von Penrose / Annette，聲：杉山里穗）
隸屬共和國研究部的技術上尉，知覺同步開發團隊主任，軍團方代號“密涅瓦”。短髮，白系種貴族（白銀種）血統，銀髮銀眼，與蕾娜從中學一路跳級，是彼此唯一的同齡友人。
父親約瑟夫與辛的父親為朋友，她在小時候結識了辛為青梅竹馬，被辛以「麗塔」稱呼，也知道他具有類似精神感應的能力，然而隨著帝國的宣戰，兩人的友誼受到很大的打擊，有一次阿涅塔的同學以與有色人種做朋友的理由霸凌她，她因此遷怒辛並在父親想秘密收留他的家人時當面反對，間接導致諾贊一家人全被帶走。
後來她的父親在一次實驗中自殺身亡，阿涅塔在得知實驗的不人道時，同時接手了知覺同步裝置的委託。一直以來都認為對辛見死不救的自己無能又罪孽深重，屢次勸告蕾娜不要太重視86的生命，甚至嘲諷她就是多管閒事才使他們接受特別偵察任務。第一卷末從蕾娜口中得知辛就在她的部隊後，便幫助她調整視覺同步功能。
在蕾娜決定接受聯邦軍的委託時也以技術人員的身分跟隨著，擔任第86獨立機動打擊群的知覺同步班主任，階級為少校。
於第11卷被聯邦軍的委託調查出共和國臨時政府的官員是如何得知第86獨立機動打擊群的動向，而之後並調查出共和國的前政府進行以「86」們的身體所進行的「竊聽器」和「小鹿實驗（人肉炸彈）」的行為。
於第13卷被約納斯（維蘭的副官，第4卷初次登場）以「小鹿」事件等理由從第86獨立機動打擊群的駐地帶往聯邦首都聖耶德爾聯邦軍總部進行有限度的軟禁。

#### 本部直屬戰隊「先鋒」
萊登·修迦（Raiden Shuga，聲：山下誠一郎）
隸屬第86區，辛的副手與摯友，「先鋒」戰隊的副隊長，隊伍編號：005，代號「狼人」（ウェアウルフ）（WEHRWOLF）。純血黑鐵種，鐵色短髮，五官銳利。
依據小說描述，若沒有與萊登處在同一隊伍，辛早早就戰死了，顯示其不可替代的重要性。
以前曾被經營私立學校的白系種老婦人收留了五年。因被隱藏在第一區較久，所以記得自己的生日，是戰隊裡少數還記得自己生日的人。
特別偵察任務後成為「聯邦」的軍人。之後得知共和國的前政府進行以「86」們的身體所進行的「小鹿實驗（人肉炸彈）」的行為，感到相當憤怒。
可蕾娜·庫克米拉（Kurena Kukumila，聲：鈴代紗弓）
隸屬第86區，「先鋒」戰隊第六小隊隊長，隊伍編號：021，代號「神槍」（ガンスリンガー）（GUNSLINGER）。瑪瑙種與金系種血統，深栗色短髮金瞳，身材豐腴。
擅長射擊，對辛抱有淡淡的好感，小時候目睹父母被共和國國軍當成靶子玩弄至死，只有她與姐姐因為蕾娜的父親瓦茲拉夫及時阻止而得救，因此對白系種抱持深刻的恨意。蕾娜剛調來時也對她沒有好感，一度還因為不滿隊友在晚上與她聊天，暴怒離開，而且向戴亞表示辛將同步率調到最高以害死她就好了。
特別偵察任務後成為「聯邦」的軍人。之後得知共和國的前政府進行以「86」們的身體所進行的「小鹿實驗（人肉炸彈）」的行為，感到相當憤怒。
安琪·艾瑪（Anju Emma，聲：早見沙織）
隸屬第86區，「先鋒」戰隊第五小隊隊員，隊伍編號：018，代號「雪女」（スノウウィッチ）（SNOW WITCH）。月白種與天青種血統，銀中泛藍長髮淺藍色瞳。
於本篇故事開始前已與戴亞成為情侶。
有濃厚的月白種血統，但因繼承天青種曾祖母的淺藍色瞳而被歸入有色種。在收容所中曾遭受虐待，為此背部留下了永久性的傷痕。
平時是個端莊文靜的少女，戰鬥起來有著不讓鬚眉的勇猛，個性獨立堅強，常隱藏自身真正的情緒。
特別偵察任務後成為「聯邦」的軍人。之後得知共和國的前政府進行以「86」們的身體所進行的「小鹿實驗（人肉炸彈）」的行為，感到相當憤怒。
賽歐特·利迦／賽歐（Theoto Rikka / Theo，聲：藤原夏海）
隸屬第86區，「先鋒」戰隊第三小隊隊長，隊伍編號：009，代號「笑面狐」（ラフィングフォックス）（LAUGHING FOX）。小說第一卷時為16歲，翠綠種血統，金髮翠瞳，體型纖瘦略顯矮小。
機甲上的紋章是由前任「笑面狐」傳給自己，並表示他是自己遇過最好的白銀種人。
態度有些冷淡，但仍不失血性的少年，閒暇時會素描。戰隊成員機甲上的專屬紋章都是由他繪製而成。
特別偵察任務後成為「聯邦」的軍人。
在摩天貝樓攻略作戰中，代替落海的辛成為攻堅電磁炮艦型的主力，於最後連同機體一起被重創而失去左腕。然而86中第一次出現「還活著卻無法戰鬥」的狀態，自身生存價值的根本受到動搖而陷入低潮。之後因傷暫時退出「先鋒」戰隊，之後得知共和國的前政府進行以「86」們的身體所進行的「小鹿實驗（人肉炸彈）」的行為，自己感到相當憤怒並想辦法要保護前任「笑面狐」的孩子。
菲多（Fido）
「先鋒」戰隊的「清道夫」機器人，因為曾在戰場上被辛救回，而將辛認定為優先補給對象至今已五年，特別偵察任務後雖然躲過了雷所率領的軍團攻擊，仍在之後因砲擊而損毀，殘骸被辛帶到聯邦，並被放在86的墓園中。經聯邦的人做了檢查後發現硬體接口遭到破壞，但核心组件並無大礙，因此將核心组件轉移到聯邦所製造新的「清道夫」機器人上。
菲多實際上是辛的父親製作的人工智能，在辛還是嬰兒時就陪伴著他，原來的體型為大型犬，當辛一家被帶到86區時，菲多為了追尋他們並將自身的核心數據轉移到「清道夫」機體内也走上了戰場。
達斯汀·葉格（Dustin Jaeger）
出生於帝國，後移民到共和國的白系種。「先鋒」戰隊成員，代號「射手座」，喜歡安琪。在軍團大攻勢前還是學生，目睹了許多86同學被趕到戰場的情況。戰爭爆發後因自己出身於帝國，但卻不被列為86而感到困惑，自己也想要參與戰鬥，於是抱著替86洗脫污名的覺悟，在格蘭缪要塞淪陷後加入了第86獨立機動打擊群。之後得知共和國的前政府進行以「86」們的身體所進行的「小鹿實驗（人肉炸彈）」的行為、自己的兒時玩伴和同學已成為「小鹿實驗（人肉炸彈）」而死，感到相當憤怒。

#### 其他戰隊成員
西汀·依達（Shiden Iida，聲：泊明日菜）
在辛等人接受特別偵察任務離開共和國後，由蕾娜指揮的新戰隊、人稱「女王的家臣團」的隊長，代號「獨眼巨人」（サイクロプス）（CYCLOPS），稱呼蕾娜為「女王陛下」。
在前往聯邦並加入機動打擊群後，其戰隊改名為「布里希嘉曼」，以打擊群指揮部直衛戰隊隊長的姿態繼續活躍在戰場上。
稱呼辛為「死神弟弟」，總是看辛不順眼而經常跟他鬥嘴。之後得知共和國的前政府進行以「86」們的身體所進行的「小鹿實驗（人肉炸彈）」的行為，感到相當憤怒。
夏娜（Shana Aya）
布里希嘉曼的副隊長，代號「蛇女」，在86區時已是西汀的副手，與西汀默契極佳。在摩天貝樓攻略作戰中失血過多而死。其遺體與摩天貝樓一起沉入海中，但沉入海中的遺體卻被軍團回收
在第9卷時被辛確認已變成軍團攻性工廠型中一門磁軌砲的控制中樞，軍團機體先因可蕾娜的攻擊失去其移動和部分武裝的能力，最後被西汀擊毀。
貝恩德·班諾德（Brent Bernholdt，聲：山本格）
第3戰隊「極光」的隊長，前極光戰隊副隊長，齊亞德聯邦傭兵（戰鬥屬地兵）。對辛非常尊敬。之後得知共和國的前政府進行以「86」們的身體所進行的「小鹿實驗（人肉炸彈）」的行為，感到相當憤怒。
尤德·克羅（Yuuto Crow）
第4戰隊「雷霆」的隊長，與辛等人同樣出身於東部戰線，代號「烏魯斯拉格納」。
第12卷時因為在戰鬥中身受重傷而被後送，卻在出院後私自脫隊，帶領被共和國變成人肉炸彈的「小鹿」試圖前往舊共和國領地。於第13卷歸隊，並向達斯汀轉達其兒時玩伴兼「小鹿」成員的遺言。
曆·滿陽（Reki Michihi）
第5戰隊「呂卡翁」的隊長，女性，來自北部戰線。之後得知共和國的前政府進行以「86」們的身體所進行的「小鹿實驗（人肉炸彈）」的行為，感到相當憤怒。
大河·阿斯哈（Taiga Asuha）
第6戰隊「方陣」的隊長，來自南部戰線。
在護送阿涅塔調查夏綠特中央車站時，遭受「軍團」新型機體「高機動型」的攻擊，其本人及「方陣」戰隊全軍覆沒，無人生還。
瑞圖·歐利亞（Rito Oriya）
第7戰隊「闊刀」的隊長，為辛的後輩，認識辛及萊登，並曾經在同一個戰隊約半年，代號「米蘭」。在第13卷得知共和國的前政府進行以「86」們的身體所進行的「小鹿實驗（人肉炸彈）」的行為和發現了即將自爆的「小鹿」並以突擊步槍搶先將之擊斃為其解脫，卻被某聯邦軍人誤會是濫殺無辜而緊接著慘遭亂槍爆頭射殺。
藤香·凱莎（Tohka Keisha）
辛在戰場的舊識，和葛倫一起在第86獨立機動打擊群維修班任職，之後得知共和國的前政府進行以「86」們的身體所進行的「小鹿實驗（人肉炸彈）」的行為，感到相當憤怒。
葛倫·秋野（Glen Akino）
是愛麗絲·阿莱什（Alice Allais）的原“长戟”戰隊的維修班長，教導過辛。因為父系是焰紅種，繼承了能“看見”他人感情的異能。和藤香一起在第86獨立機動打擊群維修班任職，之後得知共和國的前政府進行以「86」們的身體所進行的「小鹿實驗（人肉炸彈）」的行為，感到相當憤怒。

### 聖瑪格諾利亞共和國
将白系种以外之人歧视为「86」，让他们搭乘「自称」无人机“M1A4 破壞神”战斗的国家。是主角辛耶·諾贊和芙拉蒂蕾娜·米利傑等的祖國，也是由85區和86區所組成的共和國。因為「軍團」的層層緊逼，該國政府失去了大量農業用地，退居85區的居民也只能靠合成食品度日，只有一些貴族可以食用真正的果醬和蛋類等正常食物。最后遭遇「軍團」大规模攻势使得战線全面崩渍(直到自己引以為傲的「鐵幕」防線被「軍團」一砲炸開……)。在滅國後，該國的民眾在前來支援的齊亞德聯邦的救援下勉强生存下來，仍拥有自治权，但政治不稳（由於前政府的惡行，他們只得到了最低程度的人道主義援助。相反，曾經被他們長期歧視的「86」則不僅獲得了齊亞德聯邦的公民身份，還組成了86特別打擊群參與進一步的作戰)。國旗為象徵自由、平等、博愛、正義與高尚的五色旗，也是其國家格言。於第二次大規模攻勢中遭到軍團的大型攻勢，國民被軍團(死去的86 生前的執念)屠殺殆盡，倖存國民逃難至齊亞德聯邦，聖瑪格諾利亞共和國再度滅國。
於第十三卷中被其他變成「竊聽器」和「小鹿實驗（人肉炸彈）的「86」揭露其前政府進行以「86」們的身體所進行的「竊聽器」和「小鹿實驗（人肉炸彈）」，導致白系種(特別是聖瑪格諾利亞共和國的倖存國民)在齊亞德聯邦極不受待見。部分的政府高官（憂國騎士團）為求保全，襲擊了聯邦大總統恩斯特的宅邸，結果因惹怒了他而遭到爆打，使伊馮娜·普林威爾被爆打致死，其他成員們生死未卜，因為此事件，聖瑪格諾利亞共和國的倖存國民遭到齊亞德聯邦全部集中收容到有高牆的集中營。

#### 「先鋒」戰隊
除了雷夫、凱耶、戴亞以外的角色在原作中並沒有全名，而是動畫化後才補上。最後全軍覆沒。
雷夫·阿爾德雷希多（Lev Aldrecht，聲：楠大典）
隸屬第86區，「先鋒」戰隊整備班班長，年約五十，鐵灰色髮夾雜白髮，戴墨鏡，穿工作服。
九年前第一期募兵的倖存者之一。其實是白系種的一員，但妻子是陽金種，女兒也長得像母親，妻女因此被送到最前線。本為了守護妻女而染了頭髮自願從軍，但妻女皆已相繼陣亡，之後為了向那些被他送上戰場的人們贖罪而留在前線負責整備。每次在戰隊進行特别侦察之前，阿爾德雷希多都会告诉队员们自己的真实身份，说想要杀了自己出气也无所谓，然而每次都没死成。在軍團大舉入侵共和國時與整備班（是九年前第一期募兵的倖存者們）一起重新拿起武器對抗並在戰鬥中喪生。
第11卷變成軍團，在大規模攻勢掩護86們逃走後原本已自殺，但其遺體被軍團回收，使其對於共和國的憎恨讓他最終選擇了加入軍團的行列，爾後被86擊毀。
凱耶·谷家（Kaie Taniya，聲：白石晴香）
隸屬第86區，「先鋒」戰隊第四小隊隊長，隊伍編號：013，代號「櫻花」（キルシュブリューテ）（KIRSCHBLUTE）。極東黑種血統，黑髮黑瞳。
耿直老實，說話方式有如少年一般的少女。在得知蕾娜堅持擔任管制官的理由後，認為她太過天真而勸她退役，不料之後的下一場作戰便因對地況不熟，被戰車型引誘陷入沼澤中戰死、變成軍團，軍團機體最後被辛擊毀。臨死前的遺言「我不想死。」造成蕾娜精神打擊及發憤圖強，使蕾娜在聽到第一次「亡靈之聲」後的作戰有辦法振作。
戴亞·伊爾瑪（Daiya Irma，聲：石谷春貴）
隸屬第86區，「先鋒」戰隊第五小隊隊長，隊伍編號：017，代號「黑狗」（ブラックドッグ）（BLACK DOG）。
青玉種，金髮碧眼，身材瘦高的青年，相當溫柔，標準的老好人，遇到有困難的人無法置之不理。
在本篇故事開始前已與安琪成為情侶，並經常因此事被其他隊員調侃。
小說中並未詳述其結局，但在後來返回臨時基地時，安琪對著壞掉的收音機說「能修理它的人已經不在了。」及回憶他曾稱讚自己的長髮時，間接說明已經陣亡。
動畫補充他為了救援被困在河中的萊卡，途中不慎遭遇埋伏的砲擊，機體受損無法移動，在輕聲呼喚安琪後被自走式地雷炸成重傷奄奄一息，最終由辛送上最後一程。漫畫則為被軍團當場炸死，只剩半身。
悠人·奇茲（Haruto Keats，聲：山下大輝）
隸屬第86區，「先鋒」戰隊第一小隊成員，隊伍編號：002，代號「獵隼」（ファルケ）（FALKE）。緋鋼種血統。
個性輕浮、活潑好動。在戰隊裡的情緒帶動者，笑聲爽朗。在特別偵查任務前的最後一次作戰戰死，也是戰隊裡最後一位陣亡人員。

#### 共和國其他人物
約瑟夫·馮·潘洛斯（Josef von Penrose）
腦神經科學家，阿涅塔的父親。與辛的父親為大學時代的友人，兩人經常一起做實驗。然而在齊亞德帝國向各國宣戰後，全共和國的有色人種都遭到強制收容，他原本想秘密收留諾贊一家，但因阿涅塔的反對作罷。後來被政府邀請開發知覺同步裝置，期間政府刻意使用86區的小孩做人體實驗，有許多人因此燒壞大腦或精神崩潰而死，而約瑟夫因無法承受對86進行人體實驗的罪惡感與對友人見死不救的痛苦，最終在裝置完成後選擇用同步裝置將自己的腦部燒毀。
杰洛姆·卡爾修達爾（Jérôme Karlstahl，聲：三上哲）
共和國准將師團長，蕾娜稱之為杰洛姆叔父。9年前潰滅的共和國正規軍當中少數的倖存者，與蕾娜的父親瓦茲拉夫過去是至交。
熟知共和國建國時期的黑暗面，也經常向蕾娜表明自己厭惡怠惰的政府與其制定的歧視政策，並認為在愚民的統治下，國家的腐敗已經無法挽回。曾勸告蕾娜：「你有些過於追求理想了。不論是對他人，還是對自己。所谓理想，是高高在上，無法企及的事物」。第3卷時雖然認為將86放入國內共同作戰只是不切實際的夢，仍然支持蕾娜的作法並拿著自己的突擊步槍上前線指揮。似乎早知道共和國的前政府進行以「86」們的身體所進行的「竊聽器」和「小鹿實驗（人肉炸彈）」的行為。
第11卷確定於大規模攻勢中死亡。拒絕成為軍團，以共和國制式手槍自殺。在死前對著自己已經變成軍團成員的老友嗆聲。
瓦茲拉夫·米利杰（Václav Milizé，聲：寺杣昌紀）
蕾娜的父親，共和國陸軍上校。9年前潰滅的共和國正規軍當中少數的倖存者，當時他反對強制驅趕有色人種去86區，卻仍然敵不過多數民意。曾救助過可蕾娜與她姊姊。6年前為了讓蕾娜看清楚國家的暴行，兩人搭機前往戰區，卻被「軍團」防空自走砲擊落。瓦茲拉夫當場喪命，然而他的理念卻為蕾娜所接受，至今都受蕾娜尊敬。
第11卷確定已變成軍團總指揮官機之一，軍團方代號「無面者」（No face）。也是軍團發動首次大規模攻勢消滅共和國，以及大型佯攻和第二次、第三次大規模攻勢的策劃者，其策劃之作戰到第13卷時，已經幾乎把齊亞德聯邦逼至瀕臨崩潰的絕境。
瑪格麗特·米利杰（Margareta Milizé）
蕾娜的母親。與蕾娜以及她父親的性格完全相反，完全信奉共和國的民族優越論，對86心存歧視。希望蕾娜離開軍隊，早日找個好人家。
第11卷於軍團的大規模攻勢中，勸阻蕾娜離開戰場不成，後為了保護一個陌生小孩而被戰車型踐踏致死。
伊馮娜·普林威爾（Yvonne Primevére）
是軍團毀滅共和國後的女性倖存者兼在共和国临时政府裡擔任輔佐官，同時是共和國純血純白愛國騎士團（忧国骑士团）的首領。完全信奉共和國的民族優越論，主張視86為家畜。
共和國覆滅後一度要求聯邦總統遣返所有前86並退兵，但被拒絕。先故意指示臨時政府將錯誤的夏洛特地鐵站地圖提供給86特別打擊群（事後蕾娜等人懷疑），之後似乎把聯邦等國家的軍隊動向情報故意洩漏給軍團。
第11卷率領官員逃到齊亞德聯邦，丟下共和國的白系人種(但被聯邦以先拋棄共和國的白系人種，率領其他官員逃難到聯邦的事公諸於共和國的百姓，使純血純白愛國騎士團（忧国骑士团）實質上被瓦解)。之後被其他變成「「竊聽器」和小鹿實驗（人肉炸彈）的「86」揭露其前政府進行以「86」們的身體所進行的「竊聽器」和「小鹿實驗（人肉炸彈）」，導致聖瑪格諾利亞共和國的倖存國民在齊亞德聯邦極不受待見。她和部分的政府高官（憂國騎士團的其他成員）為求保全，襲擊了聯邦大總統恩斯特的宅邸，結果因惹怒了他而遭到爆打致死
修雷·諾贊／雷（Shourei Nouzen / Rei，聲：古川慎）
血紅色髮黑瞳，戴著黑框眼鏡，外表知性，身材消瘦，約20歲上下的青年，辛的哥哥，父母為帝國人，和辛在是共和國出生。曾經救過因飛機失事而身陷戰場的蕾娜。
17歲時因為共和國的歧視政策，父母將他們兄弟倆交由白系種神父養育後便先後陣亡，而他在收到徵兵通知與母親死訊的那天，將一切的不幸遷怒於辛並企圖掐死他，被神父阻止後一直對此事感到羞愧，之後便決心守護弟弟來彌補自己的過錯。
5年前於東部戰線陣亡，然而他遺體的大腦卻不幸被「軍團」掃瞄，而使他死前的意識重現於「牧羊人」的中央處理器中，日復一日的尋找戰場中的辛，想讓他成為「軍團」的一份子以救他脫離共和國的控制。第1卷末率領一大隊無人機，攻擊正在執行特別偵察任務的先鋒戰隊，在與辛的對決中原本有機會帶走他，但被蕾娜以迎擊砲重傷機體後，想起自己要保護弟弟的初衷，選擇放棄戰鬥被辛一砲擊毀。
機體毀損後，中樞意識轉移到另一台備用機身上，並悄悄跟在先鋒小隊的身後隨行，在辛遭到齊利亞化身的軍團攻擊即將殞命之際，挺身而出拯救了弟弟並向其道別後，將辛和其隊友帶往聯邦的勢力範圍中，最後遭聯邦軍擊毀。
雷夏·諾贊（Reisha Nouzen）
雷、辛兄弟的父親，和瑟琳·比爾肯鮑姆同為人工智慧的研究者。妻子是尤娜·邁卡·諾贊。由於要跟對立家族的女兒結婚而放棄繼承權與家族，偕同妻子雙雙從齊亞德帝國亡命至共和國。
在共和國與約瑟夫·馮·潘洛斯成為大學同僚暨好友，同時也是知覺同步科技的共同研究者，與潘洛斯一家往來密切。
以「人類的朋友」為目標致力於人工智慧研究，菲多的原型就是他所開發的、具備人工智慧的大型犬型機器人。
「軍團」戰爭爆發、共和國大敗並頒布有色人種強制收容命令後，全家原本被約瑟夫試圖暗中保護，卻因為阿涅塔的反對和檢舉而被帶走並關進強制收容所。他為了取回公民權從軍，但最後不幸戰死。妻子尤娜和長子雷不久亦遭遇相同的命運。
希爾凡·魯納爾
是九年前潰滅的共和國正規軍當中少數的倖存者，也是已知唯一回到戰場與86一同作戰的白系種貴族（白銀種）。賽歐特·利迦的前戰隊隊長。在一次撤退戰中自願斷後戰死。

### 齊亞德聯邦
開發了「軍團」的齊亞德帝國在政變之下垮台、灭亡以后诞生的民主主义国家，收留了逃出聖瑪格諾利亞共和國的辛等86。由於該國掌握前齊亞德帝國的大量領土，加之該國多平原的地形和溫和氣候，齊亞德聯邦的居民仍能吃到正常的肉類和蔬菜，而飲品則常見大麥和菊苣根製成的代咖啡，以恩斯特·齊瑪曼为臨時大總統，尽管付出了不小的牺牲，对抗长年失控的「軍團」始终英勇善战。国旗与国徽图案为双头鹰。
恩斯特·齊瑪曼（Ernst Zimmerman，聲：內田夕夜）
齊亞德聯邦的臨時大總統。將來到聯邦的辛等人收為自己的養子。個性溫和，但在政治場合的存在感與發言被旁人喻為有如「火龍」一般具有強烈的威勢。得知聖瑪格諾利亞共和國長期迫害和屠殺86的有色人種雖然感到憤慨，但仍用公平的態度對待。
繼承妻子的遺志領導推翻帝國的革命及民主化運動，獲得諾贊家的倒戈支持達成目標，並因此成為聯邦臨時大總統。
在第13卷面對聯邦戰線瀕臨全面崩潰與隨之而來的難民潮引發的內亂危機，被貴族軟禁在自宅中並剝奪權力。
維蘭·埃倫弗里德（Willem Ehrenfried，聲：興津和幸）
齊亞德聯邦軍准將，西方方面軍參謀長→齊亞德聯邦共和國救援派遣軍的參謀長，是個現實主義者。嘴上雖對86不友善，實際上卻非常照顧他們。發現並得知聖瑪格諾利亞共和國長期迫害和屠殺86的有色人種。在第13卷面對戰線瀕臨崩潰與聯邦內亂的危機，被新任西方方面軍司令官刻意以「抗命犯上」之罪名撤職，避免未來被連帶追究責任的命運，同時被暗中託付挽救戰局的使命。
理查·亞納（Richard Altner，聲：山本兼平）
齊亞德聯邦軍少將，第177機甲師團師團長→齊亞德聯邦共和國救援派遣軍總司令，與葛蕾蒂、維蘭是同學。表面上對於86的戰鬥能力抱持懷疑態度，實際上是個比任何人都清楚86的實力，並總是私底下默默幫助他們避免遭到有心人士利用。時常與維蘭還有其他聯邦將領們一起扮演「黑臉壞心上司」的角色。在發現並得知聖瑪格諾利亞共和國長期迫害和屠殺86的有色人種，曾十分認真地對著聖瑪格諾利亞共和國大總統和高官們說出這樣的話:「既然那麼討厭顏色的話，為何不干脆把國旗也變成純白色呢？」
第11卷為了讓前86組成的機動打擊群能帶著共和國難民逃到齊亞德聯邦，以及讓救援派遣軍和西方方面軍的部下安全撤退，把聯邦指揮官責任交給葛蕾蒂，一同隨跟自願斷後的聯邦軍殿後部隊對抗軍團，最終飲彈自盡。
尤金·朗茲（Eugene Rantz，聲：田丸篤志）
是出生在旧贵族的白系种家庭，也是辛在齊亞德聯邦特别军校的好友，曾与辛搭档捡了一条命，有个妹妹（妮娜·朗茲），忌讳齊亞德聯邦让幼小的孩子上战场的理由，最后在与“军团”对抗中不幸被击中受了瀕死的重伤，最后在辛的子弹下含笑而死。
妮娜·朗茲（Nina Rantz，聲：朝日奈丸佳）
辛在图书馆遇到的女孩，尤金的妹妹。於第13卷因遭到「小鹿」事件的影響，被就讀的學校強制休學
赛耶·诺赞（Seiei Nouzen）
旧齊亞德帝国议会的元老，世袭侯爵，同時是帝国黑系种诺赞一族的现任族长，辛和雷的祖父。因在帝国起义中选择支持起义军，在联邦建立后，转而得以保存诺赞一族，现诺赞一族被联邦临时大总统恩斯特所庇护。当侯爵得知自己的孙子——辛还活着，十分激动，并提出想与辛见面。至於一些诺赞家族的族人希望辛來继承族长之位，自己是不希望辛继承族长之位。
齊利亞·诺赞（Kiriya Nouzen，聲：上村祐翔）
齊亞德帝国末代女帝芙蕾德利嘉的近卫骑士，与辛同为诺赞一族。实力强大，被军团改造成“〈电磁加速炮型〉牧羊人”。军团方代号「苍白骑士」（Pale Rider）。有着极为强大的力量，因没能保护好芙蕾德利嘉而自责。被辛耶·諾贊擊毀。
葛妲·迈卡（Gelda Maika）
齊亞德帝国焰红种邁卡一族的现任族长，辛和雷的外祖母。知道外孙还活着时很欣慰，並派出族人帮助辛解决异能的问题。至於一些迈卡家族的族人希望辛來继承族长之位，自己是不希望辛继承族长之位。
泰蕾莎（Teresa，聲：芳野由奈）
於恩斯特大宅工作的女僕，負責照顧芙蕾德莉嘉及辛耶一行人。實際上是維蘭·埃倫弗里德的妻子的妹妹
妮雅姆•米亞羅納
齊亞德聯邦的煙晶種中校，北方第二方面軍第三七機甲師團第一聯隊『聖母青鳥』隊長，負責鎮壓萬福瑪利亞連隊
亚特莱•诺赞（Yatrai Nouzen）
是赛耶·诺赞的弟弟的小儿子，也就是辛和雷的堂叔，希望辛能继承族长之位。聯邦軍「狂骨師團」（原諾贊家貴族私兵集團）指揮官，是極少數已經猜測到軍團第二次、第三次大規模攻勢，是由某國高級軍官變成的軍團指揮官機策劃的手筆的人。
梅兹·诺赞
是赛耶·诺赞的弟弟的大儿子，也就是辛和雷的堂叔，已被选为赛耶·诺赞家主后嗣
托兹卡·诺赞
是赛耶·诺赞的弟弟的二儿子，也就是辛和雷的堂叔，已戰死

### 萬福瑪利亞連隊
聯邦北部戰線聽從諾艾兒領導，而打算反抗聯邦軍。並試圖使用"核武"擊敗軍團，但隊中無一人精通核武，以核廢料製造出髒彈。最終遭到北部第二戰線的機甲部隊鎮壓。
諾艾兒·羅西
瑪莉勒蘇里亞特別市的領主千金，萬福瑪麗亞聯隊的領導人。被一二•七毫米重機槍掃射而死
寧荷
謝姆諾的鄉紳，也是諾艾兒的軍校同窗。後來叛逃連隊，最終為保護諾艾兒而被重機槍一起射死。
梅勒
諾艾兒的兒時玩伴，並暗戀著她。被賦予尋找原生海獸的任務，回來時諾艾兒已於鎮壓中死亡，最終被狼戰士以突擊步槍射死。
米爾哈
與梅勒同一中隊，最後抱著悠諾被米亞羅納中校的機搶射死

### 羅亞·葛雷基亞聯合王國
位于齐亚德联邦北方的国家，也是世界上唯一的君主制國家，曾因長期被阻電擾亂型的陰雲籠罩，導致該國本就寒冷且缺乏光照的氣候環境雪上加霜，國內的農業產業也陷入停滯，只能靠食品工廠維持生活和戰略要地“龍骸山脈”被「軍團」所佔據後向辛与蕾娜隶属之第86獨立機動打擊群寻求救援。于人工智慧方面拥有高度技术水准，制作了「軍團」控制AI的始祖「瑪麗安娜模型」，并进一步运用此种技术，开发了以捐躯兵士的脑组织运作的人造士兵「西琳」。国徽以独角兽为主题。
扎法爾·伊迪那洛克（Zafar Idinarohk，聲：水中雅章）
羅亞·葛雷基亞聯合王國的皇太子，曾代表联合王国参加聯邦舉行的電磁加速炮作戰會議。很寵愛同母弟弟维克。
维克特·伊狄那洛克（Viktor Idinarohk）
羅亞·葛雷基亞聯合王國的第五王子，簡稱维克，軍團方代號“狡徒”，年僅十八歲便擔任了聯合王國南方方面軍總司令的職務。於小說第五卷登場。是「瑪麗安娜模型」的開發者，其研發的真正目的为“復活”刚生下他便去世的母亲瑪麗安娜·伊狄那洛克。但因試驗失败，王妃的屍身受损而被剥夺王位继承权。最后他将「瑪麗安娜模型」上传至公开网络，其模型被瑟琳·比爾肯鮑姆改造后变成祸害大陆，使无数人家破人亡的「军团」的控制系统。
现指挥着人造士兵「西琳」部隊與第86獨立機動打擊群等人並肩作戰。
此外亦研發了思考支援裝置「蟬翼」。其作用是可以減輕知覺同步造成的負擔。穿戴上後岀現的是一件較厚的緊身衣。目前穿戴的除了蕾爾赫外，還有蕾娜、安琪和可蕾娜。
蕾爾赫（Lerche）
「西琳」部隊的一員。其原型為蕾爾赫莉特，蕾爾赫莉特是维克的乳母瑪蒂娜的女兒，也是維克的青梅竹馬，在十年前軍團的進攻中，因保護维克被瓦礫堆埋沒而受了重傷。維克採用了蕾爾赫莉特的腦組織，製作了第一代「西琳」，蕾爾赫不記得生前的事情，講話方式也和生前不同，維克雖然覺得悲傷，但同時也感到欣慰。蕾爾赫講話方式非常奇特，外觀上也和其他「西琳」有所不同。更為人性化。
斯坦尼斯拉夫·伊狄那洛克
羅亞·葛雷基亞聯合王國的現任國王，寵愛维克。
瑪麗安娜·伊狄那洛克（Mariana Idinarohk）
羅亞·葛雷基亞聯合王國的王后，扎法爾與维克的母親。生维克時難產去世。
菲奥多拉·伊狄那洛克
羅亞·葛雷基亞聯合王國的第一公主，争夺王位的有力继承人之一。與扎法爾派對立。
鮑里斯·伊狄那洛克
羅亞·葛雷基亞聯合王國的第三王子，第二王子派成员。與扎法爾派對立。但因在王座廳說维克的壞話而被斯坦尼斯拉夫·伊狄纳洛克国王喝斥。最後在第二次大規模攻勢中陣亡
斯韋特蘭娜·伊狄那洛克（Svetlana Idinarohk）
羅亞·葛雷基亞聯合王國公主，维克的姑姑。是上一代“紫晶”擁有者，有着一个儲量龐大的军火库。很宠爱弟弟斯坦尼斯拉夫。

### 瓦爾特盟約同盟
位于齐亚德联邦南方山岳地带的国家。于电磁加速炮型讨伐作战当中，与罗亚·葛雷基亚联合王国连同齐亚德联邦拉起了共同战。本国家以技术见长，包括联邦的机甲在内，奠定了多动装甲兵器「机甲」之基础，也是最初进行实用的国家。国徽上的强壮山羊显示此国的风土民情。
贝儿·埃癸斯（Bel Aegis，聲：橘U子）
瓦爾特盟約同盟北方守军司令官，盟約同盟中将，奥利维亚的祖母，代表瓦爾特盟約同盟参加了讨伐电磁加速炮型的三国作战会议。
奥利维亚·埃癸斯（Olivia Aegis）
瓦爾特盟約同盟大尉，女武神〈破坏神〉升级时的教官。战机操纵技术很强，拥有能「看见未来三秒钟」的“未来视”异能。

### 雷古戚德征海船團國群
雷古戚德征海船團國群位於聯合王國東方、聯邦北方，是以夾在與兩國國境上的山嶽、丘陵地帶與北方海岸線之間狹窄地域為領土的小型城邦。
位於低海拔位置，國土的大半疆域都是濕地，地形並不適合運用重量級機甲，一定程度上限制了敵軍進攻，但該國仍在多次戰爭中不斷丟失領土。由於本國的長期戰略目標為抗擊「原生海獸」以保障航運乃至收復海洋，雷古戚德征海船團國群擁有戰鬥力強大的海軍部隊，之後在與「軍團」的戰鬥中亦發揮了巨大作用。然而客觀來說還是很弱，「軍團」之所以沒有海戰型很可能是因為覺得沒必要針對這麼弱小的國家進行兵種的開發。已於第二次大規模攻勢中滅國。倖存國民逃難至聯邦。
以實瑪利·亞哈
船團國聯合艦隊「遺海孤軍」旗艦「海洋之星」的艦長，軍階上校，也是革流船團國的倖存者。同情並理解86的遭遇，打擊群駐在船團國時很照顧賽歐。船團國群滅亡後，帶領流亡的義勇軍繼續在齊亞德聯邦作戰。
以斯帖

### 諾伊勒納爾莎聖教國
諾伊勒納爾莎聖教國是位於羅亞·葛雷基亞聯合王國北方的國家，實行類政教合一制度，國教「諾伊勒聖教」也是極西區域各國的主要信仰。
由於該國毗鄰的被稱為「空白地帶」的區域火山眾多，故而該國常年被大量火山灰影響，不僅軍民都要穿戴全套護具才敢出門，各類設施也安裝了氣密門和空氣過濾器以隔絕火山灰。在「軍團」控制的舊城區，及膝深的火山灰會阻滯XM2 女武神的行動；被風吹起的火山灰暴更是會磨損光電頭的鏡頭，阻擋雷射測距儀的測距雷射。

### 其他
狄比
養在「先鋒」戰隊的小貓，只有腳掌為白色的黑貓，戴亞在戰場上撿到，卻最常待在辛旁邊。
名字隨隊員的心情叫，特別偵察任務後被蕾娜收養，取名為狄比。
瑟琳·比爾肯鮑姆
在舊齊亞德帝國帝立軍事研究所工作，從事自主武器研究的天才科學家。軍階為少校。
曾經改良了由聯合王國開發、在公開網絡上分享所有資訊的人工智能模型「瑪麗安娜模型」。其後成為「軍團」的開發主任，並幾乎獨力完成「軍團」的控制系統(至於會開發「軍團」，是因為自己的哥哥遭到友軍的誤殺)。
在第一批斥候型首次發表後病逝，但其後遺體不翼而飛，連其母亦表示從未看見女兒的遺體。
第7卷確定已變成「軍團」總指揮官機之一，聯合王國方代號“無情女王”，軍團方代號“女主人”。

## 出版書籍

### 小說
本篇
| 卷數 | 標題   | 標題                              | 標題               | KADOKAWA       | KADOKAWA               | 台灣角川                                         | 台灣角川                                                                                              | 天闻角川       | 天闻角川               |
| 卷數 | 日文版 | 中文版                            | 中文版             | 發售日期       | ISBN                   | 發售日期                                         | ISBN / EAN                                                                                            | 發售日期       | ISBN                   |
| 卷數 | 日文版 | 台湾角川                          | 天闻角川           | 發售日期       | ISBN                   | 發售日期                                         | ISBN / EAN                                                                                            | 發售日期       | ISBN                   |
| ---- | ------ | --------------------------------- | ------------------ | -------------- | ---------------------- | ------------------------------------------------ | --- | -------------- | ---------------------- |
| 1    | 不適用 | 不適用                            | 不適用             | 2017年2月10日  | ISBN 978-4-04-892666-9 | 2017年10月18日                                   | ISBN 978-986-473-945-5                                                                                | 2020年5月      | ISBN 978-7-5145-1586-2 |
| 2    |        | Run through the battlefront（上） | 跨越战线（上）     | 2017年7月7日   | ISBN 978-4-04-893232-5 | 2018年3月22日                                    | ISBN 978-957-564-070-5                                                                                | 2020年5月      | ISBN 978-7-5145-1584-8 |
| 3    |        | Run through the battlefront（下） | 跨越战线（下）     | 2017年12月9日  | ISBN 978-4-04-893397-1 | 2018年8月16日（限定版） 2018年8月27日（一般版）  | EAN 4713510130247（限定版） ISBN 978-957-564-357-7（一般版）                                          | 2021年1月      | ISBN 978-7-5145-1729-3 |
| 4    |        | Under pressure                    | 重压之下           | 2018年5月10日  | ISBN 978-4-04-893830-3 | 2018年12月6日（特裝版） 2018年12月20日（一般版） | EAN 4713510131510（特裝版） ISBN 978-957-564-613-4（一般版）                                          | 2021年6月      | ISBN 978-7-5145-1845-0 |
| 5    |        | 死神，你莫驕傲                    | 死亦何惧           | 2018年10月10日 | ISBN 978-4-04-912092-9 | 2019年8月1日                                     | EAN 4713510133545（特裝版） ISBN 978-957-743-087-8（一般版）                                          | 2021年10月     | ISBN 978-7-5145-1855-9 |
| 6    |        | 旭日不昇，是為永夜                | 黎明不至，是为永夜 | 2019年4月10日  | ISBN 978-4-04-912461-3 | 2020年3月18日                                    | EAN 4713510135747（特裝版L size） EAN 4713510135730（特裝版XL size） ISBN 978-957-743-625-2（一般版） | 2022年1月      | ISBN 978-7-5145-1863-4 |
| 7    |        | Mist                              | 薄雾               | 2019年9月10日  | ISBN 978-4-04-912798-0 | 2020年7月30日                                    | ISBN 978-957-743-879-9                                                                                | 2022年6月20日  | ISBN 978-7-5145-1915-0 |
| 8    |        | Gun smoke on the Water            | 水上硝烟           | 2020年5月9日   | ISBN 978-4-04-913185-7 | 2021年2月4日                                     | ISBN 978-986-524-189-6                                                                                | 2022年10月20日 | ISBN 978-7-5145-1989-1 |
| 9    |        | Valkyrie has landed               | 女武神已然降临     | 2021年2月10日  | ISBN 978-4-04-913309-7 | 2021年10月27日                                   | EAN 4713510138960（特裝版） ISBN 978-986-524-887-1（一般版）                                          | 2023年5月5日   | ISBN 978-7-5145-1990-7 |
| 10   |        | Fragmental neoteny                | 幼态延续 : 断章    | 2021年6月10日  | ISBN 978-4-04-913880-1 | 2022年3月28日                                    | EAN 4713510139912（特裝版） ISBN 978-626-321-274-9（一般版）                                          | 2023年10月5日  | ISBN 978-7-5145-2146-7 |
| 11   |        | Dies passionis                    | 受难之日           | 2022年2月10日  | ISBN 978-4-04-914149-8 | 2022年12月8日                                    | EAN 4711289612131（特裝版）                                                                           | 2024年11月     | ISBN 978-7-5145-2147-4 |
| 12   |        | Holy blue bullet                  | 神圣蓝弹           | 2023年2月10日  | ISBN 978-4-04-914396-6 | 2023年11月20日                                   | EAN 4711289616115（特裝版）                                                                           |                | ISBN 978-7-5133-5801-9 |
| 13   |        | Dear Hunter                       |                    | 2024年1月10日  | ISBN 978-4-04-915071-1 | 2024年7月25日                                    | ISBN 978-626-400-090-1                                                                                |                |                        |

短篇
| 卷數    | KADOKAWA | KADOKAWA      | KADOKAWA               | 台灣角川         | 台灣角川     | 台灣角川               |
| 卷數    | 副標題   | 發售日期      | ISBN                   | 副標題           | 發售日期     | EAN / ISBN             |
| ------- | -------- | ------------- | ---------------------- | ---------------- | ------------ | ---------------------- |
| Alter.1 |          | 2023年4月7日  | ISBN 978-4-04-914987-6 | 死神偶爾揮灑青春 | 2024年4月8日 | ISBN 978-626-378-759-9 |
| Alter.2 |          | 2025年1月10日 | ISBN 978-4-04-915789-5 |                  |              |                        |

### 漫畫
| 卷數 | 史克威爾艾尼克斯 | 史克威爾艾尼克斯       |
| 卷數 | 發售日期         | ISBN                   |
| ---- | ---------------- | ---------------------- |
| 1    | 2018年10月10日   | ISBN 978-4-7575-5870-0 |
| 2    | 2019年9月10日    | ISBN 978-4-7575-6278-3 |
| 3    | 2021年6月10日    | ISBN 978-4-7575-7307-9 |

《86 -Eighty Six- Run through the battlefront》（日語：86-エイティシックス- -ラン・スルー・ザ・バトルフロント-），由山﨑博也作畫。
| 卷數 | 史克威爾艾尼克斯 | 史克威爾艾尼克斯       |
| 卷數 | 發售日期         | ISBN                   |
| ---- | ---------------- | ---------------------- |
| 1    | 2021年6月10日    | ISBN 978-4-7575-7308-6 |

《86 -Eighty Six- Fragmental neoteny》（日語：86-エイティシックス- フラグメンタルネオテニー），由作畫。
| 卷數 | KADOKAWA      | KADOKAWA               |
| 卷數 | 發售日期      | ISBN                   |
| ---- | ------------- | ---------------------- |
| 1    | 2021年9月22日 | ISBN 978-4-04-680903-2 |

### 衍生作品

#### 漫畫
《86 -Eighty Six- operation high school》（日語：86-エイティシックス- オペレーション・ハイスクール），由作畫。
| 卷數 | KADOKAWA      | KADOKAWA               |
| 卷數 | 發售日期      | ISBN                   |
| ---- | ------------- | ---------------------- |
| 1    | 2021年1月21日 | ISBN 978-4-04-680006-0 |
| 2    | 2021年9月22日 | ISBN 978-4-04-680538-6 |

## 創作

### 背景
作者安里朝都原本是打算投稿角川Beans文庫，但由於當時寫出的是科幻小說，而不是女性向小說，因此投稿到了截止日期最近的2014年第21屆電擊小說大獎。在只剩下第三次評選機會的時候，得到了「下次交出像是電擊文庫的作品」的評價。於是作者嘗試摸索了「像是電擊文庫」到底是什麼，但還是沒能弄清楚，之後重新投稿的作品就成了本作。

### 靈感
作者表示，《86—不存在的戰區—》原本是受到恐怖電影影響而誕生的作品，受到《迷霧驚魂》和《異形終結》兩部作品的影響特別深。除此之外也受到《混沌軍團》小說版的影響。作者想要描寫出的作品是「將他人當做和自己一樣的人尊重。更重要的是不後悔地活著」。
本作是以有人機體與無人機體的戰鬥為主題的戰爭劇，據作者所說，會有這樣的想法的契機是剛好讀到以「無法讓本國人民打仗，那把他國人民送上戰場就沒問題了」為主題的文章。另外，本作中關於種族歧視的要素，是受到《最終幻想戰略版》和《BLACK/MATRIX+》兩部作品的影響。

## 電視動畫
2020年3月16日宣布改編為電視動畫，由A-1 Pictures製作，并於2021年4月10日播放。第二季於2021年10月3日起在日本東京都會電視台、BS11、AT-X播放。
第二季第22話與第23話延期至2022年3月12日與2022年3月19日播放。21話與23話相隔了86天播放。

### 製作人員
- 原作：安里朝都
- 原作插畫：
- 原作机械設計：I-IV
- 導演：石井俊匡
- 系列構成：大野敏哉
- 人物設計：川上哲也
- 美術監督：野村正信、堀越由美
- 背景：美峰
- 色彩設計：安部
- CG監督：吉田裕行
- CG制作：白組
- 攝影監督：岡﨑正春
- 編輯：三嶋章紀
- 音響監督：明田川仁
- 音樂：澤野弘之、KOHTA YAMAMOTO
- 動畫製作：A-1 Pictures

### 主題曲
片頭曲
《3分29秒》（第一季）
作詞、作曲：，編曲、主唱：Hitorie
《境界線》（第二季）
作詞、作曲：秋田弘，主唱：amazarashi
片尾曲
《Avid》（第一季）
作詞：cAnON，作曲、編曲：澤野弘之，主唱：SawanoHiroyuki[nZk]:mizuki
《Hands Up to the Sky》（第一季）
作詞：cAnON，作曲、編曲：澤野弘之，主唱：SawanoHiroyuki[nZk]:Laco
（第二季）
作詞、作曲：，主唱：Regal Lily
插入曲
《THE ANSWER》（第一季、第二季）
作詞：Benjamin & Mpi，作曲、編曲：澤野弘之，主唱：SawanoHiroyuki[nZk]:Laco
《Voices of the Chord》（第一季11.5話、第二季22話）
作詞：Benjamin & Mpi，作曲、編曲：澤野弘之，主唱：SawanoHiroyuki[nZk]:Gemie
《LilaS》（第二季23話）
作詞：Honoka Takahashi（リーガルリリー），作曲、編曲：澤野弘之，主唱：SawanoHiroyuki[nZk]:Honoka Takahashi

### 各話列表
| 話數               | 日文標題 | 中文標題                 | 劇本                                                                 | 分鏡                                                                 | 演出                                                                 | 作畫監督                                                                                              | 總作畫監督                                                           | 首播日期       | 原作改編      |
| ------------------ | -------- | ------------------------ | -------------------------------------------------------------------- | -------------------------------------------------------------------- | -------------------------------------------------------------------- | --- | -------------------------------------------------------------------- | -------------- | ------------- |
| #1                 |          | 送葬者                   | 大野敏哉                                                             | 石井俊匡                                                             | 石井俊匡                                                             | 川上哲也                                                                                              | 川上哲也                                                             | 2021年 4月10日 | 第一卷        |
| #2                 |          | 先鋒戰隊                 | 大野敏哉                                                             | 石井俊匡                                                             | 仁科                                                                 | 伊藤美奈、小川莉奈 二松真理、波部崇                                                                   | 川上哲也                                                             | 4月17日        | 第一卷        |
| #3                 |          | 我不想死                 | 大野敏哉                                                             | 安藤良                                                               | 安藤良                                                               | 本村晃一、杉生祐一                                                                                    | 川上哲也                                                             | 4月24日        | 第一卷        |
| #4                 |          | 真正的名字               | 大野敏哉                                                             | 河野亞矢子                                                           | 安藤良                                                               | 牧野和俊、五十子忍                                                                                    | 豬口美緒                                                             | 5月1日         | 第一卷        |
| #5                 |          | 我也會同行               | 砂山藏澄                                                             | 髙橋                                                                 | 髙橋                                                                 | 波部崇、二松真理                                                                                      | 川上哲也                                                             | 5月8日         | 第一卷        |
| #6                 |          | 直至最後                 | 大野敏哉                                                             | 仁科                                                                 | 仁科                                                                 | 猪口美緒、辻彩夏 久野紗世                                                                             | 川上哲也                                                             | 5月15日        | 第一卷        |
| #7                 |          | 能否不要忘記我們？       | 永井千晶                                                             | 伊藤智彦                                                             | 伊藤智彦                                                             | 笠原由博                                                                                              | 川上哲也                                                             | 5月22日        | 第一卷        |
| #8                 |          | 走吧                     | 砂山藏澄                                                             | 許琮                                                                 | 安井貴司                                                             | 小川茜、末田晃大                                                                                      | 川上哲也                                                             | 5月29日        | 第一卷        |
| #9                 |          | 再見                     | 永井千晶                                                             | 松本顯吾 伊藤智彦                                                    | 河原龍太                                                             | 樋口香織、五十子忍 成川多加志                                                                         | 川上哲也 豬口美緒                                                    | 6月5日         | 第一卷        |
| #10                |          | 謝謝                     | 大野敏哉                                                             | 森大貴                                                               | 髙橋                                                                 | 辻彩夏、杉生祐一 降矢瑞生                                                                             | 川上哲也                                                             | 6月12日        | 雜誌短篇      |
| #11                |          | 走囉                     | 砂山蔵澄                                                             | 安藤良                                                               | 安藤良                                                               | 牧野和俊、小川莉奈 本村晃一                                                                           | 川上哲也 豬口美緒                                                    | 6月19日        | 第一卷 第二卷 |
| #11.5 （總集篇）   |          | 在戰場上綻放的紅色虞美人 | 導演：西由澄輝；製作：上林賢治 旁白：長谷川育美（蕾娜）              | 導演：西由澄輝；製作：上林賢治 旁白：長谷川育美（蕾娜）              | 導演：西由澄輝；製作：上林賢治 旁白：長谷川育美（蕾娜）              | 導演：西由澄輝；製作：上林賢治 旁白：長谷川育美（蕾娜）                                               | 導演：西由澄輝；製作：上林賢治 旁白：長谷川育美（蕾娜）              | 6月26日        | 不適用        |
| #12                |          | 歡迎蒞臨                 | 永井千晶                                                             | 石井俊匡                                                             | 安藤良                                                               | 波部崇、降矢瑞生 辻彩夏、二松真理                                                                     | 川上哲也                                                             | 10月2日        | 第二卷        |
| #13                |          | 那種事，事到如今         | 大野敏哉                                                             | 仁科                                                                 | 石山明                                                               | 本村晃一、樋口香里 久野紗世                                                                           | 川上哲也                                                             | 10月9日        | 第二卷        |
| #14                |          | 請多指教                 | 砂山藏澄                                                             | 髙橋                                                                 | 髙橋                                                                 | 成川多加志、二松真理 森悦史、栗田聰美                                                                 | 川上哲也 杉生祐一                                                    | 10月16日       | 第二卷        |
| #15                |          | 歡迎歸來                 | 大野敏哉                                                             | 伊藤智彦                                                             | 河原龍太                                                             | 小川莉奈、伊藤美奈 安田京弘                                                                           | 川上哲也 杉生祐一                                                    | 10月23日       | 第二卷        |
| #16                |          | 即使如此                 | 永井千晶                                                             | 安藤良                                                               | 安藤良                                                               | 辻彩夏、稲田正輝 降矢瑞生、小川莉奈 真壁誠                                                            | 川上哲也                                                             | 10月30日       | 第二卷        |
| #17                |          | 我不會忘記               | 大野敏哉                                                             | (石黑恭平)                                                           | 前屋俊廣                                                             | 波部崇、真壁誠 栗田聰美                                                                               | 杉生祐一                                                             | 11月6日        | 第三卷        |
| #17.5 （特別節目） |          | 影像對談特別節目         | 聲優來賓：千葉翔也（辛）、山下誠一郎（萊登）、久野美咲（芙蕾德利嘉） | 聲優來賓：千葉翔也（辛）、山下誠一郎（萊登）、久野美咲（芙蕾德利嘉） | 聲優來賓：千葉翔也（辛）、山下誠一郎（萊登）、久野美咲（芙蕾德利嘉） | 聲優來賓：千葉翔也（辛）、山下誠一郎（萊登）、久野美咲（芙蕾德利嘉）                                  | 聲優來賓：千葉翔也（辛）、山下誠一郎（萊登）、久野美咲（芙蕾德利嘉） | 11月13日       | 不適用        |
| #18                |          | 真心話                   | 砂山藏澄                                                             | 相澤伽月                                                             | 德本善信                                                             | 小川莉奈、本村晃一 安田京弘、伊藤美奈 市川敬三、成川多加志 樋口香里、杉生祐一                         | 川上哲也                                                             | 11月20日       | 第三卷        |
| #18.5 （特別篇）   |          | 若是死得其所             | 導演：西由澄輝；製作：上林賢治 旁白：久野美咲（芙蕾德利嘉）          | 導演：西由澄輝；製作：上林賢治 旁白：久野美咲（芙蕾德利嘉）          | 導演：西由澄輝；製作：上林賢治 旁白：久野美咲（芙蕾德利嘉）          | 導演：西由澄輝；製作：上林賢治 旁白：久野美咲（芙蕾德利嘉）                                           | 導演：西由澄輝；製作：上林賢治 旁白：久野美咲（芙蕾德利嘉）          | 11月27日       | 不適用        |
| #19                |          | 乾脆就這麼走下去         | 永井千晶                                                             | 河原龍太                                                             | 河原龍太                                                             | 栗田聰美、稲田正輝 成川多加志、小川莉奈 樋口香里、市川敬三 伊藤美奈、本村晃一                         | 杉生祐一 川上哲也                                                    | 12月4日        | 第三卷        |
| #20                |          | 至死相伴                 | 大野敏哉                                                             | 伊藤智彦                                                             |                                                                      | 辻彩夏、波部崇 降矢瑞生、真壁誠 笠原由博、安田京弘 伊藤美奈                                           | 川上哲也                                                             | 12月18日       | 第三卷        |
| #21                |          | 僅剩如此                 | 砂山藏澄                                                             | 安藤良                                                               | 安藤良                                                               | 真壁誠、安田京弘 伊藤美奈、降矢瑞生 本村晃一、波部崇 成川多加志、小川莉奈 稲田正輝、樋口香里 二松真理 | 杉生祐一 川上哲也                                                    | 12月25日       | 第三卷        |
| #21.5 （總集篇）   |          | 至少作為一個人           | 導演：菱川昌造；製作：上林賢治 旁白：山下誠一郎（萊登）              | 導演：菱川昌造；製作：上林賢治 旁白：山下誠一郎（萊登）              | 導演：菱川昌造；製作：上林賢治 旁白：山下誠一郎（萊登）              | 導演：菱川昌造；製作：上林賢治 旁白：山下誠一郎（萊登）                                               | 導演：菱川昌造；製作：上林賢治 旁白：山下誠一郎（萊登）              | 2022年 3月5日  | 不適用        |
| #22                |          | 辛                       | 大野敏哉                                                             | 石井俊匡                                                             | 石井俊匡                                                             | 成川多加志、真壁誠 伊藤美奈、波部崇 小川莉奈、稲田正輝 樋口香里、安田京弘                             | 川上哲也 杉生祐一                                                    | 3月12日        | 第三卷        |
| #23 （最終話）     |          | 管制一號                 | 大野敏哉                                                             | 伊藤智彦 石井俊匡                                                    | 河原龍太 石井俊匡                                                    | 樋口香里、降矢瑞生 杉生祐一、安田京弘                                                                 | 川上哲也                                                             | 3月20日        | 第一卷 第三卷 |

### 藍光與DVD
| 巻數 | 發行日期       | 收錄話數       | 規格編號      | 規格編號      |
| 巻數 | 發行日期       | 收錄話數       | 藍光限定版    | DVD限定版     |
| ---- | -------------- | -------------- | ------------- | ------------- |
| 1    | 2021年7月28日  | 第1話 、 第2話 | ANZX-15861/2  | ANZB-15861/2  |
| 2    | 2021年8月25日  | 第3話－第5話   | ANZX-15863/4  | ANZB-15863/4  |
| 3    | 2021年9月29日  | 第6話－第8話   | ANZX-15865/6  | ANZB-15865/6  |
| 4    | 2021年10月27日 | 第9話－第11話  | ANZX-15867/8  | ANZB-15867/8  |
| 5    | 2022年1月26日  | 第12話－第14話 | ANZX-15869/70 | ANZB-15869/70 |
| 6    | 2022年2月23日  | 第15話－第17話 | ANZX-15871/2  | ANZB-15871/2  |
| 7    | 2022年3月23日  | 第18話－第20話 | ANZX-15873/4  | ANZB-15873/4  |
| 8    | 2022年4月27日  | 第21話－第23話 | ANZX-15875/6  | ANZB-15875/6  |

### 播映平台
| 播放日期                                                         | 播放時間（UTC+9） | 播放電視台 | 播放地區 | 備註 |
| ---------------------------------------------------------------- | ----------------- | ---------- | -------- | ---- |
| 2021年4月11日—6月20日（第一期） 2021年10月3日—12月26日（第二期） | 每週六 24:00      | TOKYO MX   | 東京都   |      |
| 2021年4月11日—6月20日（第一期） 2021年10月3日—12月26日（第二期） | 每週六 24:00      | BS11       | 日本全國 |      |
| 2021年4月11日—6月20日（第一期） 2021年10月3日—12月26日（第二期） | 每週日 21:30      | AT-X       | 日本全國 |      |

| 播放地區         | 播放日期 | 播放時間（UTC+8） | 播放平台       | 備註   |
| ---------------- | --- | ----------------- | -------------- | ------ |
| 臺灣             | 2021年4月11日—2021年6月21日（第一期，第1話—第11話） 2021年10月3日—2021年12月26日（第二期，第12話—第21話） 2022年3月12日—2022年3月19日（第二期，第22話和第23話） | 每週日 00:30      | 巴哈姆特動畫瘋 | [ 46 ] |
| 臺灣             | 2021年4月11日—2021年6月21日（第一期，第1話—第11話） 2021年10月3日—2021年12月26日（第二期，第12話—第21話） 2022年3月12日—2022年3月19日（第二期，第22話和第23話） | 每週日 00:30      | FriDay影音     |        |
| 臺灣             | 2021年4月11日—2021年6月21日（第一期，第1話—第11話） 2021年10月3日—2021年12月26日（第二期，第12話—第21話） 2022年3月12日—2022年3月19日（第二期，第22話和第23話） | 每週日 00:30      | KKTV           |        |
| 臺灣             | 2021年4月11日—2021年6月21日（第一期，第1話—第11話） 2021年10月3日—2021年12月26日（第二期，第12話—第21話） 2022年3月12日—2022年3月19日（第二期，第22話和第23話） | 每週日 00:30      | MyVideo        |        |
| 臺灣             | 2021年4月11日—2021年6月21日（第一期，第1話—第11話） 2021年10月3日—2021年12月26日（第二期，第12話—第21話） 2022年3月12日—2022年3月19日（第二期，第22話和第23話） | 每週日 00:30      | LINE TV        |        |
| 臺灣             | 2021年4月11日—2021年6月21日（第一期，第1話—第11話） 2021年10月3日—2021年12月26日（第二期，第12話—第21話） 2022年3月12日—2022年3月19日（第二期，第22話和第23話） | 每週日 00:30      | 愛奇藝         | [ 47 ] |
| 臺灣             | 2021年4月11日—2021年6月21日（第一期，第1話—第11話） 2021年10月3日—2021年12月26日（第二期，第12話—第21話） 2022年3月12日—2022年3月19日（第二期，第22話和第23話） | 每週一            | CatchPlay+     | [ 48 ] |
| 香港、澳門、臺灣 | 2021年4月11日—2021年6月21日（第一期，第1話—第11話） 2021年10月3日—2021年12月26日（第二期，第12話—第21話） 2022年3月12日—2022年3月19日（第二期，第22話和第23話） | 每週日 00:30      | bilibili       | [ 49 ] |
| 中國大陸         | 播映日期待定 | 播放時間待定      | bilibili       | [ 50 ] |

## 迴響

### 銷量
本作於2017年2月開始發售，並在其後的兩個月內四度再版，令本作的總銷量突破30萬冊。2018年底，五集累計銷量突破50萬冊。2019年9月發售的第7集書腰上，宣布系列突破75萬部。2020年12月動畫PV發布，宣布系列突破86萬部。2021年6月系列累積銷量達130萬冊。2022年2月小說11卷發售，宣布系列累積160萬冊。

### 評價
本作獲得第23回電擊小說大獎的大獎，並得到評審的高度評價，更被身為最終評審、輕小說《奇諾之旅》的作者時雨澤惠一推薦及評為「閱至最後一句都不會有任何抱怨的大獎作品」。
本作獲得《這本輕小說真厲害！2018》文庫部門排名第二，新作部門排名第一。另外，在日媒進行的「想動畫化的輕小說·小説」問卷調查中，獲票選排名第一。

## 註解及參考資料
註解
1. ↑  前筆名為麻里朝都。
2. ↑  小說第1卷開始時間為星曆2148年，依此回推辛出生於星曆2132年
3. ↑  父母雙方皆為帝國貴族血統，父親雷夏出身於被稱為「漆黑驍騎」的諾贊家系，而母親尤娜則出身於被稱為「深紅魔女」的邁卡家系。由於需保持血統純正，雙方的婚事不被允許。之後他們私奔至共和國。
4. ↑  根據齊利亞所言，該標誌是源自諾贊家祖先的徽章

參考資料
1. ↑  . スクウェア・エニックス.   [2022-12-22]. （原始内容存档于2022-06-29）.
2. ↑  .   [2017-07-04]. （原始内容存档于2017-07-13） （日语）.
3. ↑  電撃オンライン. . 2020-03-15  [2020-03-15]. （原始内容存档于2020-03-16） （日语）.
4. 1 2  . DENGEKI ONLINE.   [2017-04-25]. （原始内容存档于2017-04-26） （日语）.
5. ↑  . Twitter. 2018-11-07  [2018-11-07]. （原始内容存档于2019-02-15） （日语）.
6. 1 2 3 4 5 6 7 8  「這本輕小說真厲害！」編輯部. . 日本: 寶島社. 2017-11-25: 47–55. ISBN 978-4800277985 （日语）.
7. ↑  . KADOKAWA CORPORATION.   [2017-04-25]. （原始内容存档于2017-05-05） （日语）.
8. ↑  . 台灣角川.   [2022-11-09]. （原始内容存档于2022-11-09） （中文（臺灣））.
9. ↑  . 天闻角川.   [2021-05-08]. （原始内容存档于2021-05-13） （中文（中国大陆））.
10. ↑  . KADOKAWA CORPORATION.   [2017-08-11]. （原始内容存档于2017-08-10） （日语）.
11. ↑  . 台灣角川.   [2018-02-10]. （原始内容存档于2018-02-11） （中文（臺灣））.
12. ↑  . 天闻角川.   [2021-05-08]. （原始内容存档于2021-05-10） （中文（中国大陆））.
13. ↑  . KADOKAWA CORPORATION.   [2017-12-08]. （原始内容存档于2017-10-24） （日语）.
14. ↑  . 台灣角川. （原始内容存档于2018-08-27） （中文（臺灣））.
15. ↑  . 台灣角川. （原始内容存档于2018-08-27） （中文（臺灣））.
16. ↑  . 天闻角川.   [2021-05-08]. （原始内容存档于2021-05-08） （中文（中国大陆））.
17. ↑  . KADOKAWA CORPORATION.   [2018-03-09]. （原始内容存档于2018-03-10） （日语）.
18. ↑  . 台灣角川. （原始内容存档于2019-04-22） （中文（臺灣））.
19. ↑  . 台灣角川. （原始内容存档于2019-04-22） （中文（臺灣））.
20. ↑  . KADOKAWA CORPORATION.   [2018-09-08]. （原始内容存档于2018-09-08） （日语）.
21. ↑  . 台灣角川. （原始内容存档于2019-04-22） （中文（臺灣））.
22. ↑  . KADOKAWA CORPORATION.   [2019-03-21]. （原始内容存档于2019-03-30） （日语）.
23. ↑  . 台灣角川. （原始内容存档于2020-04-03） （中文（臺灣））.
24. ↑  . KADOKAWA CORPORATION.   [2019-08-16]. （原始内容存档于2019-09-18） （日语）.
25. ↑  . 台灣角川. （原始内容存档于2021-01-20） （中文（臺灣））.
26. ↑  . KADOKAWA CORPORATION.   [2020-04-10]. （原始内容存档于2020-04-10） （日语）.
27. ↑  . 台灣角川.   [2022-03-05]. （原始内容存档于2022-04-14） （中文（臺灣））.
28. ↑  . KADOKAWA CORPORATION.   [2021-05-08]. （原始内容存档于2021-06-05） （日语）.
29. ↑  . 台灣角川.   [2022-03-05]. （原始内容存档于2022-03-05） （中文（臺灣））.
30. ↑  . KADOKAWA CORPORATION.   [2021-05-08]. （原始内容存档于2021-05-09） （日语）.
31. ↑  . 台灣角川.   [2022-03-05]. （原始内容存档于2022-03-05） （中文（臺灣））.
32. ↑  . KADOKAWA CORPORATION.   [2022-01-20]. （原始内容存档于2022-01-20） （日语）.
33. ↑  . KADOKAWA CORPORATION.   [2023-02-01]. （原始内容存档于2023-02-01） （日语）.
34. ↑  . KADOKAWA CORPORATION.   [2024-01-10]. （原始内容存档于2023-02-01） （日语）.
35. ↑  . 台灣角川.   [2024-05-29]. （原始内容存档于2024-12-04） –Googlebooks （中文（臺灣））.
36. ↑  . SQUARE ENIX.   [2020-03-11]. （原始内容存档于2020-04-03） （日语）.
37. ↑  . SQUARE ENIX.   [2020-03-11]. （原始内容存档于2020-04-03） （日语）.
38. ↑  . SQUARE ENIX.   [2021-06-10]. （原始内容存档于2021-07-09） （日语）.
39. ↑  . SQUARE ENIX.   [2022-04-17]. （原始内容存档于2021-10-29） （日语）.
40. ↑  . 月刊Comic Alive. KADOKAWA.   [2022-04-17] （日语）.
41. ↑  . 月刊Comic Alive. KADOKAWA.   [2022-04-17]. （原始内容存档于2022-04-22） （日语）.
42. ↑  . 月刊Comic Alive. KADOKAWA.   [2022-04-17]. （原始内容存档于2022-04-22） （日语）.
43. ↑  .   [2021-11-24]. （原始内容存档于2021-03-06） （日语）.
44. ↑  珀伽索斯(Ama) pegasusking. . 巴哈姆特電玩資訊站 (新闻稿). 2021-12-23  [2021-12-23]. （原始内容存档于2021-12-23） （中文（臺灣））.
45. ↑  ８６製作委員会. . ８６製作委員会 (新闻稿). 2021-12-23  [2021-12-23]. （原始内容存档于2021-12-27） （日语）.
46. ↑  .   [2021-11-24]. （原始内容存档于2021-12-31）.
47. ↑  .   [2021-11-24]. （原始内容存档于2021-11-24）.
48. ↑  . 2022-04-25  [2022-04-25]. （原始内容存档于2022-08-02）.
49. ↑  嗶哩嗶哩番劇出差. . 2022-04-25  [2021-11-24]. （原始内容存档于2021-11-24）.
50. ↑  哔哩哔哩番剧. . 2022-04-25  [2022-04-25]. （原始内容存档于2022-04-25）.
51. ↑  . KADOKAWA CORPORATION.   [2017-04-25]. （原始内容存档于2017-04-26） （日语）.
52. ↑  . KADOKAWA CORPORATION. 2017-02-08  [2017-04-25]. （原始内容存档于2017-04-26） （日语）.
53. ↑  . In-news. 2017-01-26  [2017-04-25]. （原始内容存档于2017-04-26） （日语）. 電撃文庫刊『キノの旅』の著者である時雨沢恵一氏もコメントを寄せ「ラストの一文まで、文句なし」と推薦。
54. ↑  . 巴哈姆特. 2017-11-30  [2017-12-15]. （原始内容存档于2017-12-01）.
55. ↑  アニメ！アニメ！. . 2018-11-20  [2020-03-11]. （原始内容存档于2020-04-03） （日语）.

## 外部連結
- （日語）電擊文庫官方網站 （页面存档备份，存于）
- （日語）電擊文庫特設網頁 （页面存档备份，存于）
- （日語）漫畫官方網站 （页面存档备份，存于）
- （日語）番外篇連載網站 （页面存档备份，存于）
- （日語）電視動畫《86 —不存在的戰區—》官方網站 （页面存档备份，存于）
- （日語）《86 —不存在的戰區—》的X（前Twitter）